# اشتوتگارت (منطقه)
اشتوتگارت (به آلمانی: Stuttgart) یک رگیرونگسبتسیرک در آلمان است که در بادن-وورتمبرگ واقع شده‌است.

## خصوصیات
اشتوتگارت ۴٬۰۰۸٬۰۶۸ نفر جمعیت دارد.